# Jacek Giżyński
Jacek Giżyński (ur. 1 lutego 1965 w Warszawie) – polski działacz opozycyjny w PRL, dziennikarz i fotograf.

## Życiorys
Był absolwentem XLIX LO w Warszawie. W latach 1983–1994 studiował na Uniwersytecie Warszawskim. W 1982 był współzałożycielem i redaktorem młodzieżowych pism podziemnych „Żandarm Wolności” i „Bez Debitu”. W podziemiu działał jako fotograf-dokumentalista i kolporter wydawnictw opozycyjnych, m.in. „Tygodnika Wojennego” i „Tygodnika Mazowsze”. Współpracował z Grupą Polityczną Wola i pismem „Robotnik”, a także strukturami podziemnymi „Solidarności” Rolników Indywidualnych. W latach 1987–1989 był członkiem redakcji podziemnego pisma „Międzymorze”. W 1987 był wśród osób reaktywujących Polską Partię Socjalistyczną, a następnie został działaczem tej partii (w 1989 skarbnik Tymczasowego Komitetu Krajowego PPS, od 1990 zasiadał w Radzie Naczelnej jednolitej PPS). W latach 1988–1989 był współzałożycielem i fotoreporter Niezależnego Ośrodka Informacji Obrazowej.
W latach 1989–1993 był pracownikiem Instytutu Obywatelskiego przy Komitecie Obywatelskim „Solidarność”. W kolejnych latach pracował w czasopismach i wydawnictwach: szef studia graficznego w Fundacji Gazeta Żoliborska (1993–1999), dyrektor artystyczny w Wydawnictwie Szwedzko-Polski Dom Mediów (1999–2000), dziennik „Super Express” (2000–2001, 2002–2005, od 2006), zastępca redaktora naczelnego dodatku „Życia Warszawy” pt. „Stolica” (2002), dziennik „Fakt” (2005). W 2007 założył magazyn turystyczny „Wasze Podróże”. Członek Stowarzyszenia Wolnego Słowa. Otrzymał odznakę Zasłużony Działacz Kultury. W 2018 został odznaczony Krzyżem Wolności i Solidarności.